# Wout Weghorst
Wout François Maria Weghorst (Borne, 7 de agosto de 1992) é um futebolista neerlandês que atua como centroavante. Atualmente joga no Ajax.

## Carreira

### Início no Emmem
Após passar uma temporada no time B do Willem II, o jogador transferiu-se para o Football Club Emmen para disputar a Eerste Divisie da temporada 2012–13. O atacante passou duas temporadas no clube, e contribuiu com 21 gols em 66 jogos.

### Heracles Almelo

#### 2014–15
Após a boa temporada de 2013–14, onde marcou 13 gols em 36 jogos pelo Emmen, o Heracles Almelo o contratou no dia 1 de julho de 2014 para a o início do Campeonato Holandês, dos Países Baixos, seria a primeira vez do neerlandês jogando a primeira divisão de seu país. O jogador transitou pelo time B, mas conseguiu se firmar no time principal e anotou 8 gols e 7 assistências em 31 jogos da Eredivise de 2014–15.

#### 2015–16
No decorrer da temporada seguinte, o neerlandês melhorou seu rendimento, se comparado ao ano anterior, e colocou a bola na rede 12 vezes em 33 oportunidades na Eredivise de 2015–16. O bom rendimento coletivo, deu ao clube uma vaga para o Play-off para a Segunda pré-eliminatória da Liga Europa da UEFA de 2016–17, foi ficaram em 6º lugar. Porém, essa seria a última temporada de Weghorst no time. Ele concluiu sua passagem pelo clube fazendo 73 jogos e aplicando 24 gols.

### AZ Alkmaar

#### 2016–17
No dia 6 de julho de 2016, o jogador é contratado pelo AZ Alkmaar, permanecendo na mesma divisão, todavia tendo a oportunidade de disputar a Terceira pré-eliminatória da Liga Europa da UEFA de 2016–17, na competição, ele fez 4 jogos e deu 1 assistência, garantindo o clube para a Fase de Grupos da Europa League de 2016–17. Seu primeiro gol em uma competição continental foi na vitória simples contra o, irlandês, Dundalk, foi também o único naquela temporada da competição. Apesar disso, o time não conseguiu repetir bons jogos e foi eliminado nos 16 Avos de Final da Europa League ao ser derrotado nos jogos de ida e volta contra o Lyon.

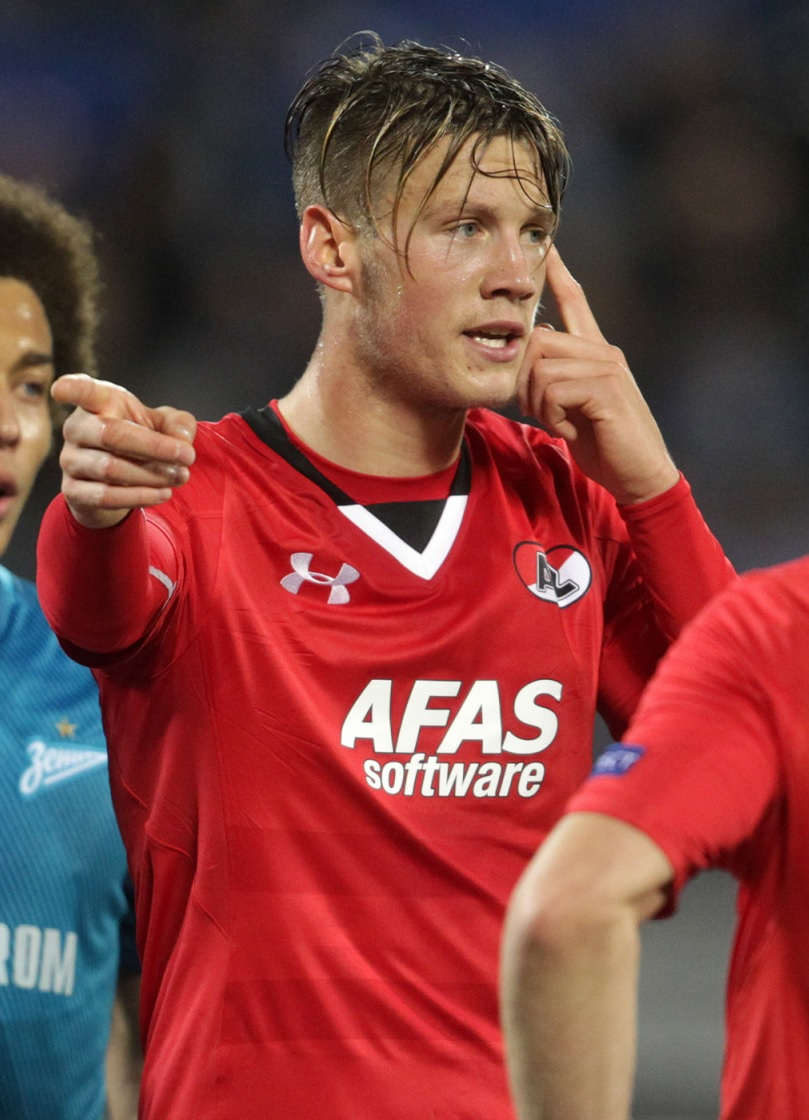
Wout em sua segunda partida válida pela Europa League de 2016-17 contra o FC Zenit São Petersburgo

Na Eredivise de 2016–17, o jogador fez em 13, dos 56, gols do time na competição. Apesar dos bons números, o clube garantiu apenas a 6ª colocação. Duas a menos, se comparado a temporada anterior.

#### 2017–18
Na temporada 2017–18, o jogador permaneceu no clube, mas apenas jogou as competições nacionais. Foi na mesma temporada que Wout conseguiu a artilharia da Copa dos Países Baixos, fazendo 9 gols em 6 jogos. O bom momento do time fez com que o clube de Alkmaar fosse à final da copa, mas foram derrotados pelo Feyenoord por 3-0.
Enquanto isso, na Eredivise de 2017–18, o jogador faria sua melhor temporada. Com 18 gols em 31 jogos, Wout ficou apenas a 3 gols de Alireza Jahanbakhsh, seu colega de time e artilheiro do campeonato. Apesar dos esforços coletivos, o time não pôde superar a grande temporada do PSV, e ficou em 3º colocado, garantindo vaga na Segunda pré-eliminatória da Liga Europa da UEFA de 2018–19.
Com 86 jogos e 45 gols marcados, o jogador deixaria o time no começo da temporada seguinte, rumando à Bundesliga.

### Wolfsburg

#### 2018–19

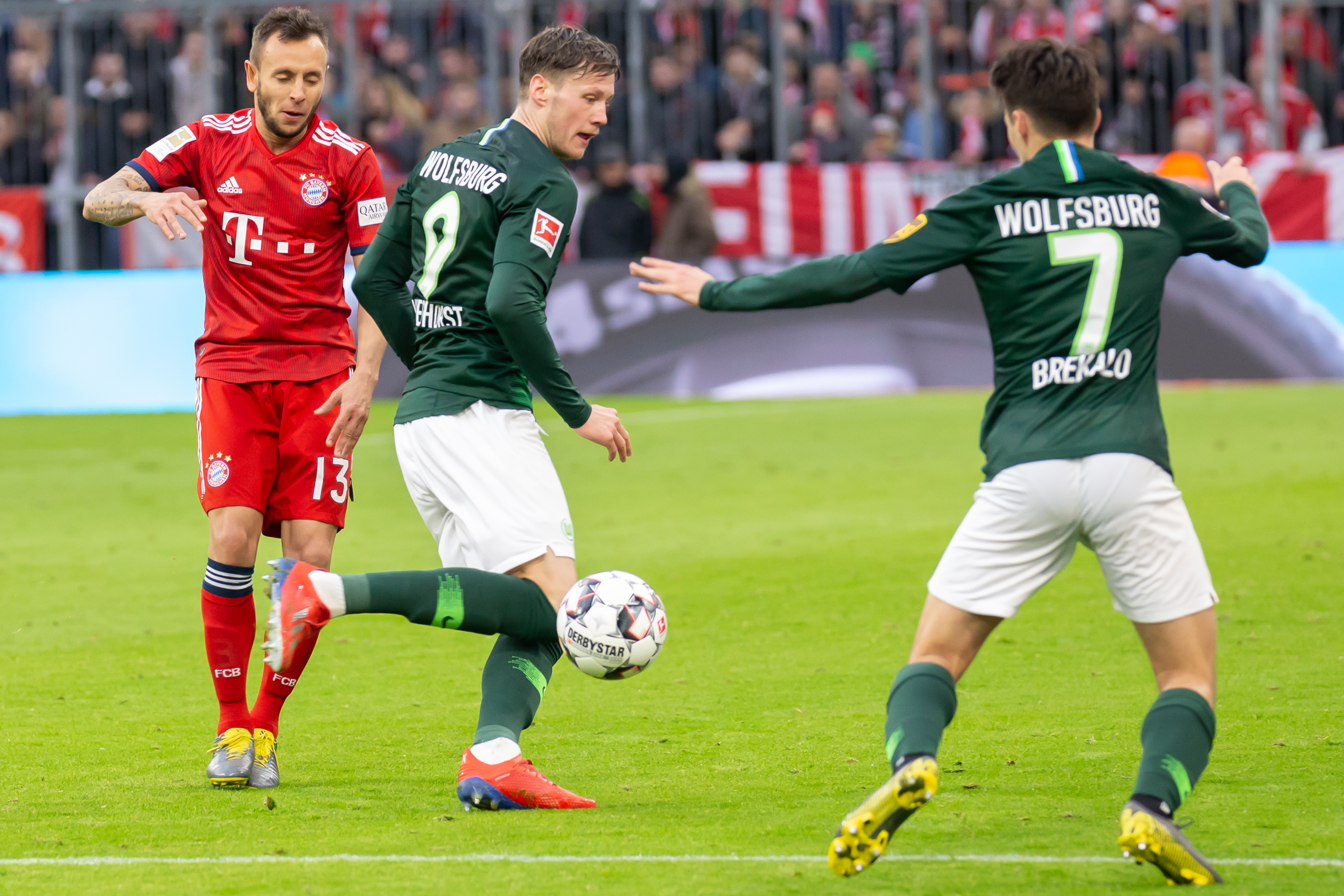
Wout atuando contra o FC Bayern München em partida válida pela 25ª rodada da Bundesliga de 2018–19

No dia 1 de julho de 2018, aos 25 anos, o jogador foi anunciado como novo jogador do Wolfsburg, da Alemanha, pelo valor de 10 milhões de euros.
Sua primeira temporada em solo alemão correspondeu às expectativas, pois o jogador conseguiu marcar 18 gols em 36 jogos, sendo 17 pela Bundesliga, ficando apenas a 5 gols do artilheiro polonês Robert Lewandowski. O time, todavia, ficou com a modesta 6ª colocação no campeonato alemão, e garantiu vaga aos Play-offs da Liga Europa da UEFA de 2019–20.

#### 2019–20
Na temporada 2019–20, o jogador conseguiu fazer 20 gols em 43 jogos, variando entre Bundesliga, Copa da Alemanha e Europa League. Com seus 16 gols, um a menos que na temporada anterior, o jogador conseguiu, novamente, a 4ª melhor colocação entre os artilheiros do campeonato alemão. Ficou a 18 gols do artilheiro Lewandowski, que havia feito 34 na ocasião.
O seu time conseguiu a 7ª colocação, ganhando vaga para os Play-offs da Liga Europa da UEFA de 2020–21.

#### 2020–21
Na temporada 2020–21, Wout colaborou com 2 gols em 3 jogos nos Play-offs, mas viu seu time ser eliminado no terceiro jogo contra o time AEK Atenas, da Grécia.
Apesar da eliminação precoce, essa foi a temporada em que o jogador mais fez gols. Com 41 jogos, Weghorst marcou 25 gols, sendo 20 na Bundesliga, conseguindo pela terceira vez seguida a 4ª colocação como melhor artilheiro. Perdendo para Lewandowski que conseguiu aplicar incríveis 41 gols.
Seus esforços levaram o Wolfsburg à 4ª colocação e se classificando para Fase de Grupos da Liga dos Campeões da UEFA de 2021–22. Seria a primeira vez que o jogador iria competir na Champions League.

#### 2021–22
Em 2021–22, o jogador faria sua última temporada com a camisa do time alemão. Com 24 jogos, 7 gols e 1 assistência, Wout estava na reta final de sua passagem pela liga alemã, deixando o clube após 5 jogos na Liga dos Campeões, 18 jogos pela Bundesliga anotando 6 gols e 1 jogo pela Copa da Alemanha fazendo 1 gol na competição. Ele deixou o time com 144 jogos e 70 gols.
O jogador agora arrumaria suas malas para jogar a Premier League.

### Burnley
No dia 31 de janeiro de 2022, o jogador assina um contrato de 3 anos e meio se transferindo ao time, da Inglaterra, Burnley. O valor pago pelos ingleses foi cerca de 14 milhões de euros.
Sua passagem pelo clube, porém, não rendeu o que esperavam. Jogando 20 jogos da Liga Inglesa, e marcando apenas 2 gols e 3 assistências, o jogador viu o seu time ser rebaixado para a Segunda Divisão do Campeonato Inglês. Visando a Copa do Mundo de 2022 no Catar, o jogador quis ser emprestado na temporada seguinte para jogar na Turquia.

### Beşiktaş (empréstimo)

#### 2022–23
No dia 5 de julho de 2022, Wout assina com o Beşiktaş em um contrato por empréstimo de 1 temporada. No time, ele recebeu a camisa 10  e ganhou a titularidade em todos os 19 jogos que atuou pelo clube. Lá, ele fez 9 gols e distribuiu 4 assistências. Quando saiu, deixou o time em 5º colocado no Campeonato Turco, com 7 gols marcados.

### Manchester United (empréstimo)
Voltando à Inglaterra, após receber sondagens do time vermelho de Manchester, o jogador assinou um contrato de empréstimo com o Manchester United no dia 12 de janeiro de 2023, aos 30 anos de idade. O time inglês precisou pagar 3 milhões de euros aos turcos para conseguir ter o atleta no elenco. O jogador veio após saída conturbada de Cristiano Ronaldo meses antes, sua chegada seria para "substituir" o português. O técnico da época, o também neerlandês Erik ten Hag, foi o responsável por chamar Weghorst para integrar o elenco dos diabos vermelhos.
Sua chegada também marcou a desconfiança de ídolos da Seleção Neerlandesa de Futebol. Marco van Basten, que na época era auxiliar técnico do Az Alkmaar, um dos clubes que Wout defendeu na carreira, disse à Ziggo Sport:
| “ | "Tenho as minhas dúvidas. Olhem para Luuk de Jong. Ele é um atacante que realmente sabe jogar pelo ar. Não acho que Weghorst é muito forte nesse aspecto. Pode marcar de cabeça, mas é mais um jogador que pode fazer algo devido ao seu entusiasmo e força." | ” |

Outro ídolo nacional, o ex-meio-campista Wesley Sneijder disse:
| “ | "Em termos de centroavante, Weghorst é realmente o jogador que o United precisa? Não acho. Eles têm 300 iguais na Premier League. Não posso acreditar que isto seja verdade." | ” |

Wout fez sua estreia no dia 18 de janeiro de 2023, iniciando entre o time titular do Manchester no empate em 1-1 contra o Crystal Palace, válido pela Premier League. Ele jogou 69 minutos e finalizou de cabeça uma vez para fora. O jogador continuou participando das partidas até fazer sua primeira, e única, participação em gols pela Premier League de 2022–23. Isso aconteceu na 23ª rodada, contra o Leeds United no Elland Road. O neerlandês deu um passe para Alejandro Garnacho fechar o placar em 2-0 para os Diabos Vermelhos naquela rodada. Durante o período que ficou no time, o jogador não entrou em apenas 3 jogos que foi relacionado, mas não conseguiu emplacar com gols e assistências durante o campeonato inglês. Nessa competição, Wout terminou a temporada com 17 jogos e 1 assistência. 
Seu primeiro gol veio no dia 23 de janeiro, em sua terceira partida, quando ampliou o placar para 2-0 após o goleiro do Nottingham Forest rebater um chute do brasileiro Antony. A partida foi válida pelo jogo de ida da semifinal da Copa da Liga inglesa de 2022-23, que terminou em 3-0. Ao fim da competição, Wout sagrou-se campeão com o elenco inglês após derrotarem o Newcastle United na final por 2-0. O neerlandês contribuiu diretamente para o último gol do jogo, marcado por Marcus Rashford, com uma assistência.
Pelo United, o jogador atuou na UEFA Europa League pela terceira vez na carreira (sem contar os play-offs), já que o time não conseguiu vaga para a Champions League na temporada anterior. Ele fez sua estreia na competição no dia 16 de fevereiro de 2023 contra o FC Barcelona pelo primeiro jogo da fase 16 avos de final da Liga Europa da UEFA de 2022–23, mas só fez seu primeiro gol na competição no dia 9 de março na vitória de 4-1 contra o Real Betis Balompié, pelo primeiro jogo das oitavas de final. O clube se classificou após vencer o segundo jogo, mas foi eliminado na rodada seguinte após não conseguirem vencer o Sevilla em nenhum dos dois jogos das quartas de final.
Pela Copa da Inglaterra, o neerlandês estreou na quarta rodada contra o Reading F.C., porém só participou de gols diretamente na quinta rodada, quando o United venceu o West Ham pelo mesmo placar que havia derrotado o time anterior, 3-1. O jogador contribuiu com uma assistência para o gol de Fred. Na partida seguinte, Wout viu o seu clube vencer o Fulham por 3-1 e se classificar às semifinais da FA Cup. Ao enfrentar o Brighton & Hove Albion, o time garantiu apenas um empate sem gols no tempo normal e prorrogação. O clube vermelho teve de passar pelo adversário nas penalidades, onde Wout converteu a sexta cobrança, para conseguir vaga à final da Copa.
Enfrentando o Manchester City na final da competição, Wout entrou nos últimos 12 minutos de jogo. Ele não conseguiu contribuir com um resultado positivo e viu seu time ser vice-campeão após vitória do time adversário por 2-1.
Wout terminou sua passagem pelo clube vermelho de Manchester com 31 jogos, 2 gols e 3 assistências. Contando com sua passagem pelo Beşiktaş, o jogador fizera 49 partidas, 11 gols e 7 assistências. Sua passagem apagada pela Inglaterra fez com que o neerlandês não permanecesse no clube na próxima temporada por opção do time de Manchester.

### Hoffenheim (empréstimo)

#### 2023-24
Após muita incerteza sobre se retornaria, ou não, para o clube inglês, o neerlandês retornou ao Burnley para cumprir seus jogos de pré-temporada. Assim que sua passagem pelo United chegou ao fim, clubes da Alemanha, Turquia, Países Baixos e da própria Inglaterra sondaram o jogador, mas nada foi decretado até Wout atuar novamente, diante algumas vaias da torcida do seu time em seus primeiros toques na bola, pela equipe inglesa na partida amistosa que o clube havia marcado.
No entanto, após o amistoso da pré-temporada, o atacante retornou à Bundesliga para assinar um contrato de empréstimo com o Hoffenheim aos 31 anos de idade. O Burnley tem contrato com o jogador até junho de 2025, mas aceitou cedê-lo por uma temporada.
Pela Bundesliga, Wout estreou no dia 26 de agosto de 2023, pela 2ª rodada da competição. Lá, ele esteve em campo na vitória de seu clube diante o 1. FC Heidenheim por 3-2.
A estreia do jogador pela equipe alemã ocorreu no dia 14 de agosto de 2023, pela Copa da Alemanha de Futebol de 2023–24. Na ocasião, o Hoffeinheim venceu o VfB Lübeck por 4-1, de virada. Wout deu uma assistência para Julian Justvan fechar a goleada.

### Ajax
No dia 29 de agosto de 2024, assinou por duas temporadas com o Ajax.

## Seleção Nacional

### Países Baixos Sub-21
Pelas categorias de base, no dia 14 de outubro de 2014, o jogador conseguiu sua primeira, e única, convocação para o time sub-21 dos Países Baixos. Na época, o jogador tinha 22 anos e atuava pelo Heracles Almelo. Na ocasião, o treinador era Adrie Koster, ex-jogador do PSV e que já havia treinado outros clubes dos Países Baixos como o Excelsior, VVV e o Ajax.[carece de fontes?]
Com a camisa 9, o jogador atuou em um jogo válido pela Euro Sub-21 de 2014 e marcou 1 gol e deu 1 assistência nos Play-offs de jogo de volta contra a Seleção Portuguesa Sub-21. Todavia o seu país foi eliminado ao perder o jogo por 5-4.[carece de fontes?] Com ele, estava Nathan Aké, que seria seu companheiro de seleção principal anos depois, no mesmo jogo, o, na época, volante marcou 2 gols, com um deles sendo assistência de Weghorst. Além disso, Aké seria também seu rival local na Premier League, já que o jogador assinaria pelo Manchester City em 2020 e permaneceria no elenco em 2023, quando Wout foi contratado pelo outro time de Manchester. Ambos se enfrentaram apenas uma vez, na final da Copa da Inglaterra de 2022-23.

### Países Baixos
No dia 23 de março de 2018, o jogador conseguiu seu primeiro jogo com a seleção principal.[carece de fontes?] Estreou na derrota para a Inglaterra, e jogou apenas 4 minutos nesse amistoso. No comando da seleção, estava o técnico Ronald Koeman, um ex-jogador que havia atuado por equipes como o Barcelona, PSV e Ajax.
Seu primeiro gol aconteceu no dia 2 de junho de 2019,[carece de fontes?] em um amistoso contra a Geórgia. Após assistência de Depay, o jogador chutou com a perna direita e ampliou o placar para 2-0. Essa foi a sua quarta convocação para a seleção.

#### Eurocopa 2020
Após o amistoso, o jogador esteve presente na convocação para a Eurocopa de 2020, e marcou seu único gol na estreia da seleção contra a Ucrânia. Wout esteve presente em todos os jogos e viu seu país ser eliminado diante a República Tcheca, nas oitavas de final.

#### Qualificatórias para a Copa do Mundo de 2022
Convocado para 7 jogos das Eliminatórias da Copa do Mundo FIFA de 2022 – UEFA, o jogador esteve presente em 2 jogos[carece de fontes?]e deu 1 assistência contra a seleção do Gibraltar.

#### Liga das Nações 2022-23
Convocado para jogar a fase de grupos da Liga das Nações da UEFA de 2022–23, o jogador esteve presente em 3, dos 6 jogos da Seleção dos Países Baixos na competição.[carece de fontes?] Em campo, o jogador fez 1 gol contra o País de Gales aos 90'(+4), garantindo a vitória.
Na sequência da competição (após os Países Baixos liderarem seu grupo) jogada em junho de 2023, Wout voltou a figurar na equipe para disputa das semifinais da competição, onde iam enfrentar a sensação Croácia. Entretanto, após um jogo dramático, a equipe croata conseguiu eliminar a seleção adversária na prorrogação e se garantiu na final da Nations League.
Na disputa de 3º lugar, Wout esteve em campo na derrota de sua seleção contra Itália por 3-2.

#### Copa do Mundo 2022
Na Copa do Mundo 2022, no Catar, o jogador só não esteve presente na estreia dos Países Baixos contra a seleção de Senegal. Após isso, ele entrou frequentemente no decorrer dos jogos, mas tendo uma baixa minutagem. Seu auge na competição foi nas quartas de final, quando enfrentou a Argentina em uma partida dramática. O jogador adentrou no segundo tempo da partida e via sua seleção ser eliminada por 2-0. Porém, Wout conseguiu empatar o jogo com gols aos 80 e aos 90 (+11) minutos. O empate levou o jogo para a prorrogação e posteriormente aos pênaltis.[carece de fontes?]
Em sua batida, o jogador acertou a penalidade, mas não conseguiu evitar a eliminação dos Países Baixos para a seleção que viria a ser campeã da competição. O jogador, até a Copa do Mundo de 2022, tem 19 jogos, 5 gols e 1 assistência com os neerlandeses.[carece de fontes?]
Ao final da partida, o jogador procurou o craque argentino Lionel Messi para cumprimentá-lo e pedir sua camisa. Entretanto, o sul-americano recusou e disse-lhe "palavras desrespeitosas".
| “ | "Eu queria apertar a mão dele depois da partida. Tenho muito respeito por ele como jogador de futebol, mas ele jogou minha mão para o lado e não quis falar comigo. Meu espanhol não é muito bom, mas ele disse palavras desrespeitosas para mim e isso me decepcionou, estou muito decepcionado." | ” |

Antes de Lionel dar uma entrevista, Wout, de acordo com o ex-jogador argentino Sergio Agüero, olhava para ele de longe e dizia em tom de provocação: 'É, Messi, é, Messi'. Em tom crítico, Messi o encarou de volta e disse: '¿Qué mirás, bobo? (está olhando o que, bobo?)'. A frase tornou-se célebre do jogador, e rendeu memes no Tik Tok. Camisas e canecas também estamparam a frase de Leo.

#### Eliminatórias da Eurocopa 2024
O jogador esteve em campo pelas Eliminatórias da Euro de 2024 pela primeira vez em março de 2023 na derrota contra a França por 4-0. O jogador voltou a ser convocado em setembro e contribuiu fazendo dois gols em dois jogos. Um contra a Grécia e outro contra Irlanda. A vitória diante os gregos fez com que a seleção dos Países Baixos alcançasse a vice-liderança Grupo B naquela ocasião, sendo essa a última vaga direta que o grupo oferecia para Eurocopa de 2024.

## Estatísticas
Atualizado até 3 de junho de 2023.

### Clubes
| Equipe            | Temporada         | Campeonato nacional | Campeonato nacional | Copa nacional | Copa nacional | Competições continentais | Competições continentais | Outros torneios | Outros torneios | Total | Total |
| Equipe            | Temporada         | Jogos               | Gols                | Jogos         | Gols          | Jogos                    | Gols                     | Jogos           | Gols            | Jogos | Gols  |
| ----------------- | ----------------- | ------------------- | ------------------- | ------------- | ------------- | ------------------------ | ------------------------ | --------------- | --------------- | ----- | ----- |
| Emmen             | 2012–13           | 28                  | 8                   | 2             | 0             | —                        | —                        | —               | —               | 30    | 8     |
| Emmen             | 2013–14           | 34                  | 12                  | 2             | 1             | —                        | —                        | —               | —               | 36    | 13    |
| Emmen             | Total             | 62                  | 20                  | 4             | 1             | —                        | —                        | —               | —               | 66    | 21    |
| Heracles Almelo   | 2014–15           | 31                  | 8                   | 3             | 1             | —                        | —                        | —               | —               | 34    | 9     |
| Heracles Almelo   | 2015–16           | 33                  | 12                  | 2             | 1             | —                        | —                        | 4               | 2               | 39    | 15    |
| Heracles Almelo   | Total             | 64                  | 20                  | 5             | 2             | —                        | —                        | 4               | 2               | 73    | 24    |
| AZ Alkmaar        | 2016–17           | 29                  | 13                  | 4             | 0             | 12                       | 1                        | 4               | 4               | 49    | 18    |
| AZ Alkmaar        | 2017–18           | 31                  | 18                  | 6             | 9             | —                        | —                        | —               | —               | 37    | 27    |
| AZ Alkmaar        | Total             | 60                  | 31                  | 10            | 9             | 12                       | 1                        | 4               | 4               | 86    | 45    |
| Wolfsburg         | 2018–19           | 34                  | 17                  | 2             | 1             | —                        | —                        | —               | —               | 36    | 18    |
| Wolfsburg         | 2019–20           | 32                  | 16                  | 2             | 2             | 9                        | 2                        | —               | —               | 43    | 20    |
| Wolfsburg         | 2020–21           | 34                  | 20                  | 4             | 3             | 3                        | 2                        | —               | —               | 41    | 25    |
| Wolfsburg         | 2021–22           | 18                  | 6                   | 1             | 1             | 5                        | 0                        | —               | —               | 24    | 7     |
| Wolfsburg         | Total             | 118                 | 59                  | 9             | 7             | 17                       | 4                        | —               | —               | 144   | 70    |
| Burnley           | 2021–22           | 20                  | 2                   | —             | —             | —                        | —                        | —               | —               | 20    | 2     |
| Burnley           | Total             | 20                  | 2                   | —             | —             | —                        | —                        | —               | —               | 20    | 2     |
| Beşiktaş          | 2022–23           | 16                  | 8                   | 2             | 1             | —                        | —                        | —               | —               | 18    | 9     |
| Beşiktaş          | Total             | 16                  | 8                   | 2             | 1             | —                        | —                        | —               | —               | 18    | 9     |
| Manchester United | 2022–23           | 17                  | 0                   | 8             | 1             | 6                        | 1                        | —               | —               | 31    | 2     |
| Manchester United | Total             | 17                  | 0                   | 8             | 1             | 6                        | 1                        | —               | —               | 31    | 2     |
| Total na carreira | Total na carreira | 358                 | 140                 | 38            | 21            | 35                       | 6                        | 8               | 6               | 438   | 173   |

### Seleção Neerlandesa
| Ano   | Jogos | Gols |
| ----- | ----- | ---- |
| 2018  | 3     | 0    |
| 2019  | 1     | 0    |
| 2021  | 8     | 2    |
| 2022  | 7     | 3    |
| 2023  | 4     | 0    |
| Total | 23    | 5    |

## Títulos
Manchester United
- Copa da Liga Inglesa: 2022–23[carece de fontes?]

### Artilharias
- Copa KNVB de 2017–18 (9 gols)[carece de fontes?]